# جوایز درامای ام‌بی‌سی
جوایز درامای ام‌بی‌سی (انگلیسی: MBC Drama Awards؛ کره‌ای: MBC 연기대상) یک مراسم اهدای جوایز سالیانه توسط بنگاه پخش مونهوا (ام‌بی‌سی) برای دستاوردهای برجستهٔ درام‌های کره‌ای پخش شده در این شبکه است. این مراسم، هرسال در دسامبر برگزار می‌شود.
بر خلاف همتایان خود در کی‌بی‌اس و اس‌بی‌اس، «جایزه بزرگ» (کره‌ای: 대상؛ Daesang)، از طریق رای بینندگان و نه توسط داوران حرفه‌ای، در سال‌های ۲۰۱۴، ۲۰۱۵ و ۲۰۱۶ تعیین شده‌است. این فرایند به‌طور گسترده‌ای مورد انتقاد قرار گرفته‌است.